# Talapoin del Gabon
El talapoin del Gabon (Miopithecus ogouensis) és una espècie de mico petit de la família dels cercopitècids. Viu en hàbitats riberencs del Camerun, Guinea Equatorial, el Gabon, la República Centreafricana, l'oest de la República del Congo i l'extrem septentrional d'Angola (Cabinda). A diferència del seu parent proper, el talapoin d'Angola, té les orelles i la pell de la cara de color carn (en lloc de negres).